# Ԋ
La lettre Ԋ (en minuscule ԋ), appelée njé komi, ou gné komi est une lettre de l’alphabet cyrillique. Elle était utilisée dans l’écriture du komi d’environ 1919 à 1940 comme les lettres jé cramponné ‹ Җ җ ›, dé komi ‹ Ԁ ԁ ›, dié komi ‹ Ԃ ԃ ›, zié komi ‹ Ԅ ԅ ›, dzié komi ‹ Ԇ ԇ ›, lié komi ‹ Ԉ ԉ ›, sié komi ‹ Ԍ ԍ ›, tié komi ‹ Ԏ ԏ ›. Elle est appelée « enne à queue relevée » (Н с хвостиком вверх en russe) dans la norme GOST R 7.0.29-2010.

## Utilisation
Dans l’alphabet komi de Vassili Alexandrovitch Molodtsov, ‹ ԋ › représente une consonne nasale palatale voisée [ɲ], tout comme ‹ њ › en serbe, macédonien et monténégrin.

## Représentations informatiques
Le nié komi peut être représenté avec les caractères Unicode suivants :
| formes    | représentations | chaînes de caractères | points de code | descriptions                          |
| --------- | --------------- | --------------------- | -------------- | ------------------------------------- |
| capitale  | Ԋ               | Ԋ                     | U+050A         | lettre majuscule cyrillique komie nié |
| minuscule | ԋ               | ԋ                     | U+050B         | lettre minuscule cyrillique komie nié |